# NIBC Bank
NIBC Bank N.V., voorheen de Nationale Investeringsbank, is een Nederlandse bank die zich richt op zakelijke en particuliere klanten. De bank heeft kantoren in Den Haag, Frankfurt, Londen en Brussel.
De bank was eigendom van een consortium van internationale financiële instellingen georganiseerd door private-equity-investeerder J.C. Flowers & Co LLC. Vanaf maart 2018 was de bank beursgenoteerd. In februari 2021 is de bank overgenomen door Blackstone Group en van de beurs gehaald.

## Activiteiten
De bank richt zich op zakelijke en particuliere klanten. De zakelijke activiteiten omvatten een combinatie van advisering, financiering en investeringen. Daarbij richt de bank zich op specifieke sectoren, zoals de voedingsmiddelenindustrie, landbouw en detailhandel, industrie, technologie, media & diensten, commercieel vastgoed, scheepvaart, olie- en gasdienstverlening en infrastructuur en duurzame energie. De particuliere activiteiten behelzen het verstrekken van woninghypotheken en het aanbieden van online spaarproducten aan particulieren via NIBC Direct in Nederland, Duitsland en België. In het Verenigd Koninkrijk is de bank ook actief.

### NIBC Direct
In september 2008 begon NIBC Bank met het aantrekken van spaargelden onder de naam NIBC Direct. Het aanbieden van spaarproducten vergroot de mogelijkheden van de bank tot financiering van haar dienstverlening aan zakelijke klanten en consumenten (woninghypotheken). In februari 2009 werd NIBC Direct ook in Duitsland in de markt gezet. Per eind 2011 bedroegen de spaargelden zo'n € 6 miljard. Vanaf 2012 is NIBC Direct ook actief in België.

### Resultaten
In 2008 behaalde de bank een winst van € 92 miljoen. Die winst werd meer dan geheel gerealiseerd in de eerste zes maanden van dat jaar, voor de val van de Amerikaanse bank Lehman Brothers.
Op 16 maart 2010 heeft NIBC € 750 miljoen opgehaald via het bundelen, opknippen en doorverkopen van hoogwaardige Nederlandse hypotheken. Het is de eerste keer sinds het uitbreken van de crisis dat NIBC weer geld ophaalt met het verkopen van hypotheekobligaties. De lening, in het Engels residential mortgage-backed securities (RMBS) genoemd, heeft de hoogste rating (AAA) van de kredietbeoordelaars Moody's en S&P.
In 2014 werd een winst geboekt van € 24 miljoen. In dat jaar moest NIBC € 18 miljoen bijdragen aan de nationalisatie van de SNS Reaal. Zonder deze incidentele last was de winst op € 42 miljoen uitgekomen. De hoge winst in 2017 werd mede veroorzaakt door een buitengewone bate van € 53 miljoen op de verkoop van de oude Duitse vastgoedportefeuille (Vijlma).
In 2020 kwamen de resultaten fors lager uit door de coronapandemie. De bedrijfsopbrengsten daalden met iets meer dan € 100 miljoen ten opzichte van 2019 en de toevoegingen aan de voorzieningen kwamen voor eenzelfde bedrag juist hoger uit.
In de onderstaande tabel zijn de resultaten van het bedrijf vanaf 2006 opgenomen.
| Jaar | Totale baten | Nettowinst | Balanstotaal | RWA      | Werknemers |
| ---- | ------------ | ---------- | ------------ | -------- | ---------- |
| 2006 | € 482        | € 243      | € 32.500     | € 14.700 | 693        |
| 2007 | € 475        | € 98       | € 31.800     | € 15.400 | 703        |
| 2008 | € 337        | € 92       | € 28.900     | € 11.500 | 614        |
| 2009 | € 321        | € 44       | € 28.200     | € 11.800 | 644        |
| 2010 | € 323        | € 76       | € 28.000     | € 13.200 | 669        |
| 2011 | € 282        | € 68       | € 28.600     | € 11.800 | 664        |
| 2012 | € 272        | € 73       | € 26.200     | € 9.700  | 627        |
| 2013 | € 225        | € 22       | € 22.300     | € 8.400  | 596        |
| 2014 | € 278        | € 24       | € 23.100     | € 9.600  | 637        |
| 2015 | € 316        | € 71       | € 23.000     | € 10.200 | 644        |
| 2016 | € 381        | € 104      | € 23.580     | € 10.100 | 704        |
| 2017 | € 512        | € 213      | € 22.209     | € 8.546  | 666        |
| 2018 | € 551        | € 217      | € 21.550     | € 7.805  | 695        |
| 2019 | € 537        | € 194      | € 22.375     | € 8.841  | 711        |
| 2020 | € 431        | € 47       | € 21.125     | € 7.981  | 726        |
| 2021 | € 525        | € 182      | € 22.722     | € 8.918  | 737        |
| 2022 | € 473        | € 155      | € 22.807     | € 9.541  | 717        |
| 2023 | € 545        | € 204      | € 23.177     | € 9.319  | 695        |

## Geschiedenis
De Nationale Investeringsbank werd in 1945 opgericht door de Nederlandse regering als Maatschappij tot Financiering van Nationaal Herstel (Herstelbank). Doel van de bank was het financieren van de wederopbouw na de Tweede Wereldoorlog door langlopende leningen te verstrekken en in ondernemingen te participeren. De naam van de bank werd in 1971 gewijzigd in De Nationale Investeringsbank NV. In 1986 kregen de aandelen van de bank een beursnotering.
In 1999 werd de beursnotering beëindigd omdat NIB Capital NV, een joint venture van ABP en PGGM, 85% van de aandelen verwierf. De resterende 15% bleef in handen van de Nederlandse overheid tot NIB Capital NV ook deze aandelen overnam in mei 2004. In 1999 werd Marc Gedopt benoemd tot bestuursvoorzitter. Onder zijn leiding ging NIB Capital meer de richting van private equity uit. Hij slaagde erin het fonds AlpInvest Partners aan te trekken. Vijf jaar later werd deze onderneming opgesplitst in een onderdeel dat zich ging bezighouden met investeringen en een deel met het doen van overnames. De investeringstak kreeg de naam AlpInvest. Met de terugval van de aandelenmarkten kwam het tot een ingrijpende herstructurering. Gedopt vertrok in april 2002 wegens meningsverschillen, en werd opgevolgd door Michael Enthoven. De bank ontwikkelde zich tot een merchant bank (een soort zakenbank) gericht op Noordwest Europa waarbij de rente-inkomsten steeds minder belangrijk werden.

### Overname door consortium
In december 2005 werd de bank voor € 2,1 miljard overgenomen door een consortium van financiële instellingen en investeerders dat werd geleid door JC Flowers & Co LLC. De bank heeft sindsdien de naam NIBC Bank NV. Aandeelhouders zijn onder andere ABN AMRO, Delta Lloyd en Banco Santander. In het voorjaar van 2007 werd een beursgang van de bank afgeblazen vanwege het plotseling verslechterde beursklimaat en ook rapporteerde de bank een winstdaling van 58% in het eerste kwartaal 2007.
In augustus 2007 was er sprake van een mogelijke overname door de IJslandse Kaupthing Bank. Kaupthing en NIBC waren al sinds het voorjaar van 2005 in gesprek. Dat jaar werd NIBC verkocht, maar Kaupthing viste toen achter het net omdat het opkoopfonds rond JC Flowers meer geld bood. Flowers en zijn mede-investeerders zouden met de verkoop aan Kaupthing een boekwinst van bijna 100% realiseren binnen twee jaar. In januari 2008 trok de bank zijn bod van € 3 miljard in, vanwege de moeilijke omstandigheden op de financiële markten als gevolg van de uitgebroken kredietcrisis. NIBC bleef voorlopig in handen van zijn toenmalige aandeelhouders en om te voorkomen dat de kredietwaardigheid in gevaar zou komen, investeerden zij € 300 miljoen extra in de bank.
Op 28 november 2008 werd bekendgemaakt dat de bank obligaties ging uitgeven onder garantiestelling van de overheid. De overheid stond garant tot maximaal een miljard euro nadat de bank een slechtere kredietwaardigheidsbeoordeling kreeg. In 2011 kocht de bank voor € 500 miljoen aan obligaties met staatsgarantie terug waardoor de rentelasten dalen en de financiële positie werden verbeterd. Op 2 december 2014 heeft NIBC de laatste staatsgegarandeerde obligaties afgelost.
In december 2015 werd SNS Securities gekocht van de SNS Bank. Met de koop kwamen 96 werknemers mee. In juni 2016 werd de overname van SNS Securities afgerond en de diensten zijn per 1 juli voortgezet onder de naam NIBC Markets. Ondanks de schaalvergroting met deze aankoop besloot de bank in januari 2020 te stoppen met de activiteiten voor de kapitaalmarkten. Met deze maatregel gaan 50 arbeidsplaatsen verloren, of zo'n 7% van het totaal. De opbrengsten stonden door de felle concurrentie onder druk terwijl de kosten, mede door de toegenomen regelgeving, waren gestegen.
Begin augustus 2017 werden opnieuw beursplannen voor NIBC bekend  Voor de beursgang kregen drie leden van de raad van bestuur elk een bonus van meer dan een miljoen euro in aandelen, mits ze nog minstens vier jaar aanblijven. De bonus zou in het belang van de stabiliteit van bank zijn en moest de continuïteit van het bedrijf garanderen. Hierop kwam veel kritiek. NIBC maakte op 23 maart 2018 zijn rentree op de beurs in Amsterdam. De introductiekoers was € 8,75 per aandeel hetgeen de totale marktkapitalisatie bracht op € 1,3 miljard. In maart 2019 verkocht JC Flowers nog eens 11,7 miljoen aandelen, of 8% van het totaal, voor € 98 miljoen. Het aandelenbelang van JC Flowers daalt door de transactie van 73,6% tot 65,6%.

### Blackstone neemt bank over
Begin februari 2020 deed de Amerikaanse investeerder Blackstone Group een bod op NIBC. De twee grootaandeelhouders, Chris Flowers en Reggeborgh, hebben al ingestemd met het bod van respectievelijk € 8,93 en € 9,65 per aandeel. Een paar weken later stemde het bestuur van de bank ook in. Blackstone zou een bod doen op alle overige aandelen van € 9,85 inclusief het dividend over 2019 waarmee de totale waarde van NIBC uit zou komen op € 1,4 miljard. Op 7 augustus 2020 volgde het officiële bod, maar het was verlaagd naar € 7 per aandeel. Het bod van iets meer dan 1 miljard euro lag fors onder het niveau van februari mede door de negatieve effecten van de coronapandemie. Op 15 februari 2021 had Blackstone 98,3% van de aandelen in handen en drie dagen later werd de beursnotering gestaakt.
Op 17 november 2021 nam Hypinvest Hypotheken, een 100% dochteronderneming van NIBC, een hypotheekportefeuille ter waarde van € 1,5 miljard en 17.000 klanten over van Finqus.

## Gebouw
Het kantoorgebouw aan het Carnegieplein in Den Haag werd midden jaren zestig gebouwd op de locatie van de in de oorlog vernietigde Villa Kleykamp.